# Diaphananthe rutila
Espèce
Synonymes
- Aeranthes rutilus Rchb.f.[2]
- Angraecopsis rutila (Rchb.f.) R.Rice[2]
- Angraecum erectocalcaratum De Wild.[2]
- Angraecum woodianum Schltr.[2]
- Chamaeangis schliebenii Mansf.[2]
- Diaphananthe erectocalcarata (De Wild.) Summerh.[2]
- Diaphananthe margaritae (De Wild.) Schltr.[2]
- Diaphananthe rutila (Rchb.f.) Summerh.[2]
- Diaphananthe rutila[3]
- Listrostachys gabonensis Rolfe[2]
- Listrostachys margaritae De Wild.[2]
- Mystacidium rutilum (Rchb.f.) T.Durand & Schinz[2]
- Rhipidoglossum erectocalcaratum (De Wild.) Summerh.[2]
- Rhipidoglossum rutilum (préféré par NCBI)[3]
- Rhipidoglossum woodianum (Schltr.) Schltr.[2]
- Tridactyle erectocalcarata (De Wild.) Schltr.[2]

Diaphananthe rutila est une espèce de plantes de la famille des Orchidées et du genre Diaphananthe, présente dans de nombreux pays d'Afrique tropicale.